# Festival Internacional de Cinema de Kíev "Molodist"
El Festival Internacional de Cinema de Kíev "Molodist" (ucraïnès: Київський Міжнародний Кінофестиваль "Молодість") és un festival internacional de cinema que té lloc cada octubre a Kíiv, Ucraïna. Va començar el 1970 com un festival de pel·lícules de dos dies, rodat per estudiants de l'Institut Estatal d'Arts Teatrals de Kíev, presentant 33 pel·lícules aquell any. L'any 2010 es van presentar 439 pel·lícules, fet que el converteix en el festival de cinema més gran d'Ucraïna, amb una audiència de 127.000 persones. El president del festival és Andrii Khalpakhtxi (Андрій Халпахчі).
És l'únic festival de cinema d'Ucraïna acreditat per la FIAPF (des de 1991). Pertany a la llista de 26 festivals de competició internacional especialitzats.
Reconeguts productors europeus han debutat al festival Molodist com Fred Keleman, Tom Tykwer, Danny Boyle, Francois Ozon, Andras Monori, Ildikó Enyedi, Hera Popelaars, Jacques Audiard, Sergii Masloboitxikova, Oleksii Balabanov, Denis Evstigneev i Stephen Doldri.
Algunss participants molodistes van ser més tard guardonats amb la Palma d'Or (Bruno Dumont) i l'Oscar (Alan Berliner).

## Panorama
Aquest és l'únic Festival de Cinema d'Ucraïna, que està acreditat per la FIAPF (des de 1993). Pertany a la llista de 26 festivals competitius internacionals especialitzats.
Un altre festival visita uns 200 convidats. La geografia de les obres competitives pertany als països de gairebé tots els continents. Els organitzadors conviden als participants del concurs, membres del jurat, actors estrella i directors. Molts d'ells fan classes magistrals i representen les seves pel·lícules als espectadors.
La tasca principal del festival és promoure el desenvolupament del cinema professional jove. El programa de competició del festival presenta anualment a Ucraïna les obres de joves amb talent de tots els continents seleccionats en desenes de ressenyes cinematogràfiques nacionals i internacionals.
A la secció "Joventut" hi va haver debuts avui reconeguts escenaris europeus: Fred Kelemen, Tom Tykwer, Danny Boyle, François Ozon, Andras Monari, Ildikó Enyedi, Hera Popelayar, Serguei Maslavistxikova, Oleksii Balabanov, Denisa Eugene, entre d'altres.
Les seccions principals són Estudiant, el primer curt (llargmetratge, animació, documental) i el primer llargmetratge.
Actualment, el centre de festivals tradicional és el Centre Cultural del Cinema de Kíev, i les projeccions del festival també tenen lloc a 3-5 cinemes més, com ara Zhovten, Kinopanorama, Kyivska Rus i Kinopalats.
Al 73è Festival Internacional de Cinema de Berlín el 2023, els organitzadors del festival Andrii Khalpakhtxi i Bohdan Zhuk van rebre un Premi Teddy especial per honrar el seu suport al cinema de temàtica LGBTQ, mitjançant la creació el 2001 del premi Sunny Bunny per a pel·lícules de temàtica LGBTQ a Molodist i el llançament el gener de 2023 d'un festival de cinema autònom Sunny Bunny.

## Premis
- El Gran Premi del festival s'anomena "Cérvol Escita" (Скіфський олень).
- Millor primer llargmetratge
- Millor primer curtmetratge
- Millor primera pel·lícula d'estudiant

## Guanyadors del Cérvol Escita
| Any  | Pel·lícula               | Director                    | País | Ref           |
| ---- | ------------------------ | --------------------------- | ---- | ------------- |
| 1996 | 35 Aside                 | Damien O'Donnell            |      |               |
| 1997 | Skud                     | Donna Swan                  |      | [ 7 ]         |
| 1998 | Golosa                   | Andrei Osipov               |      | [ 8 ]         |
| 1999 | Txlebni den              | Serguei Dvortsevoi          |      | [ 9 ]         |
| 2000 | Stand-by                 | Roch Stéphanik              |      | [ 10 ] [ 11 ] |
| 2001 | Diva et pianiste         | Martin Le Gall              |      | [ 12 ]        |
| 2001 | Męska sprawa             | Sławomir Fabicki            |      |               |
| 2002 | Utopia Blues             | Stefan Haupt                |      | [ 13 ]        |
| 2003 | Starukhi                 | Guennadi Sidorov            |      | [ 14 ]        |
| 2004 | Lad de små børn          | Paprika Steen               |      | [ 15 ]        |
| 2005 | Anklaget                 | Jacob Thuesen               |      | [ 16 ]        |
| 2006 | 12:08 East of Bucharest  | Corneliu Porumboiu          |      | [ 17 ]        |
| 2007 | La banda ens visita      | Eran Kolirin                |      | [ 18 ]        |
| 2008 | Buda az sharm foru rikht | Hana Makhmalbaf             |      | [ 19 ]        |
| 2008 | Xultes                   | Bakur Bakuradzé             |      |               |
| 2009 | La Pivellina             | Tizza Covi i Rainer Frimmel |      | [ 20 ]        |
| 2010 | Stxaste moe              | Serguí Loznítsia            |      | [ 21 ]        |
| 2011 | Atmen                    | Karl Markovics              |      | [ 22 ]        |
| 2012 | L                        | Babis Makridis              |      | [ 23 ]        |
| 2013 | The Mass of Men          | Gabriel Gauchet             |      | [ 24 ]        |
| 2014 | Anderswo                 | Ester Amrami                |      | [ 25 ]        |
| 2015 | Princess                 | Tali Shalom Ezer            |      | [ 26 ]        |
| 2016 | Ostatnia rodzina         | Jan P. Matuszyński          |      | [ 27 ]        |
| 2017 | -                        | -                           | -    |               |
| 2018 | Šventasis                | Andrius Blaževičius         |      | [ 28 ]        |
| 2019 | Sauvage                  | Camille Vidal-Naquet        |      | [ 29 ]        |
| 2020 | Sin señas particulares   | Fernanda Valadez            |      | [ 30 ]        |
| 2021 | Kom hier dat ik u kus    | Sabine Lubbe Bakker         |      | [ 31 ]        |
| 2022 | Pamfir                   | Dmytro Sukholytkyy-Sobtxuk  |      | [ 32 ]        |
| 2023 | Dalva                    | Emmanuelle Nicot            |      | [ 33 ]        |